# Nagelöl

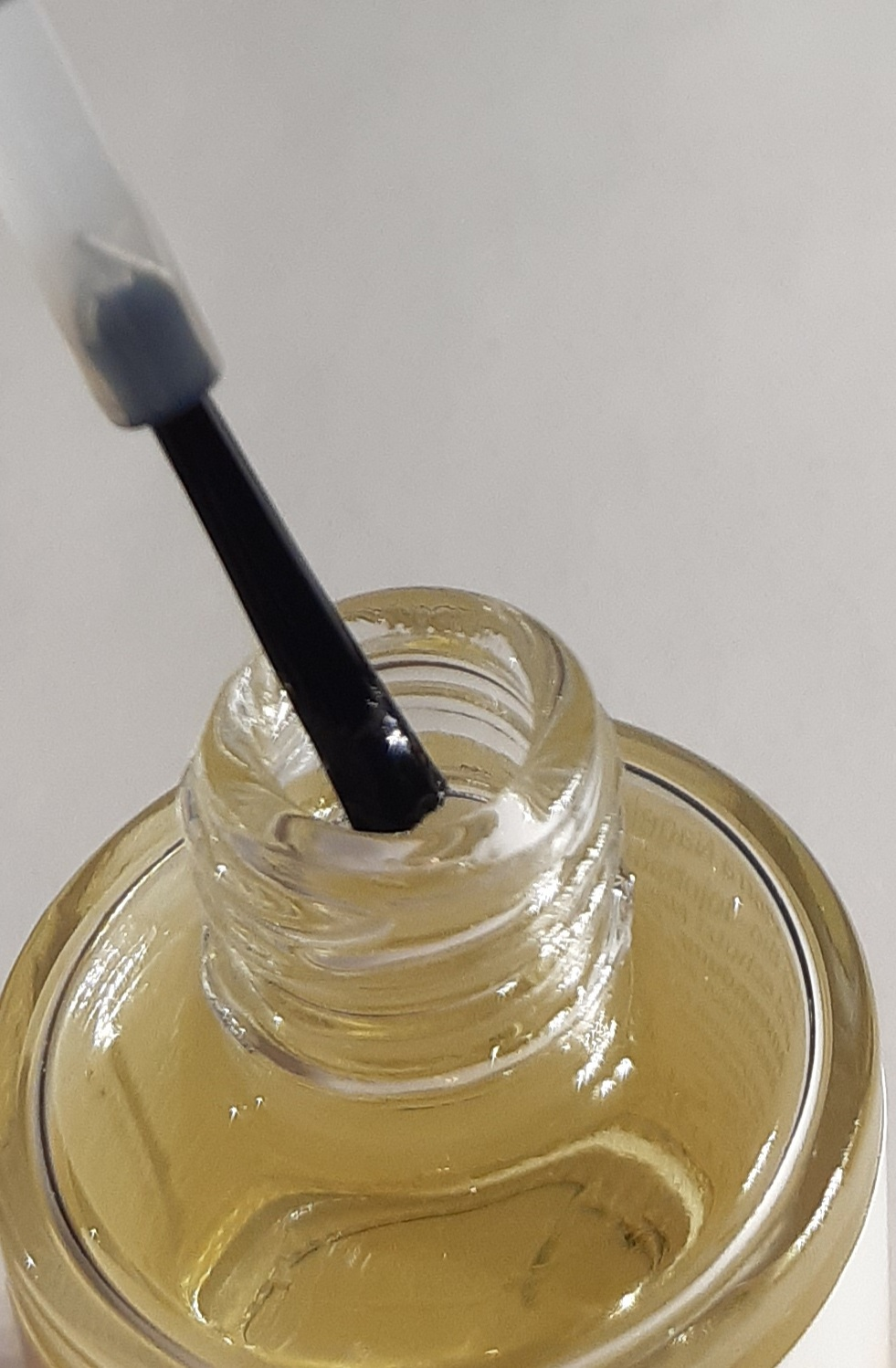
Nagelöl dient der Pflege der Nägel.

Nagelöl dient der Pflege von brüchigen Nägeln.

## Anwendung
Nagelöl kann angewendet werden, wenn die Nägel durch Nagellack oder Nagellackentferner stark entfettet wurden. Auch nach häufigem Kontakt der Nägel mit Wasser, Detergentien, Salzlösungen und Mineralölen können Nägel plötzlich weich werden. In diesem Fall sollte Nagelöl angewendet werden. Es sollte abends aufgetragen werden, damit es über Nacht einziehen kann.

## Inhaltsstoffe
Zu den Inhaltsstoffen des Nagelöls gehören, je nach Zusammensetzung, Olivenöl, Mandelöl, Rizinusöl, Weizenkeimöl, Panthenol, Bisabolol, Isopropylmyristat und Wollwachsderivate.

## Wirkung
Nagelöl soll verhindern, dass Nägel brüchig werden. Durch seine Verwendung wird der Wassergehalt der Nägel erhöht. Außerdem wird beim Gebrauch die festgewachsene Nagelhaut weich und lässt sich besser zurückschieben. Nagelöl kann auch vor Feuchtigkeit, Pilzen und Chemikalien schützen.